# Wybory parlamentarne w Mołdawii w 2005 roku
Wybory parlamentarne w Mołdawii, 2005 – wybory do parlamentu Mołdawii, które odbyły się 6 marca 2005 roku.
Uprawnionych do głosowania w wyborach parlamentarnych było 2,3 miliona osób. Mołdawianie wybrali skład parlamentu, który z kolei w kwietniu ma wybrać prezydenta kraju. W wyborach nie wzięła udziału, zgodnie z rozporządzeniem miejscowych władz, separatystyczna Republika Naddniestrzańska, zamieszkana głównie przez ludność posługującą się językiem rosyjskim.
W wyborach zwyciężyła typowana wcześniej rządząca proeuropejska Partia Komunistów Republiki Mołdawii (PCMR), której I sekretarzem Komitetu Centralnego jest prezydent Włodzimierz Woronin, a która zdobyła 46,1% głosów, co daje jej 56 miejsc w 101- osobowym parlamencie. 
Otwiera to jej drogę do stworzenia samodzielnego rządu oraz wyboru prezydenta kraju. Opozycyjna Demokratyczna Mołdawia (BMD) zdobyła 28,5% głosów. Do parlamentu swoich deputowanych wprowadziła również Mołdawska Chrześcijańsko-Demokratyczna Partia Ludowa (PPCD) zdobywając 9,1%. Socjaldemokratyczna Partia Mołdawii (PSDM), która w czasie kampanii wyborczej za swoje logo przyjęła kolor pomarańczowy, symbol opozycji na Ukrainie, nie dostała się do parlamentu. 

## Wyniki
| Partie i koalicje wyborcze                           | Partie i koalicje wyborcze                           | %     | Liczba uzyskanych mandatów |
| ---------------------------------------------------- | ---------------------------------------------------- | ----- | -------------------------- |
| Partia Komunistów Republiki Mołdawii                 | Partia Komunistów Republiki Mołdawii                 | 45,98 | 56                         |
| Demokratyczna Mołdawia                               | Demokratyczna Mołdawia                               | 28,53 | 22                         |
| Mołdawska Chrześcijańsko-Demokratyczna Partia Ludowa | Mołdawska Chrześcijańsko-Demokratyczna Partia Ludowa |       | 8                          |
| Socjaldemokratyczna Partia Mołdawii                  | Socjaldemokratyczna Partia Mołdawii                  |       | 4                          |
| Chrześcijańsko-Demokratyczna Partia Ludowa           | Chrześcijańsko-Demokratyczna Partia Ludowa           | 9,07  | 11                         |
| Koalicja wyborcza:                                   | Blok Ojczyzna                                        | 4,97  | 0                          |
| Koalicja wyborcza:                                   | Socjaldemokratyczna Partia Mołdawii                  | 4,97  | 0                          |
| Koalicja wyborcza:                                   | Partia Republikańska                                 |       |                            |
| Partia Prawa                                         | Partia Prawa                                         | 2,92  | 0                          |
| Łącznie (Frekwencja 63,7%)                           | Łącznie (Frekwencja 63,7%)                           |       | 101                        |